# Valtech
Valtech är en global digital byrå med cirka 4300 anställda runtom i världen som jobbar med tjänster och lösningar för webb, mobila enheter och andra digitala kanaler. Valtechs konsulter är specialiserade inom områdena service design, strategi och teknik och företaget har lång erfarenhet av att jobba lättrörligt med metoder som agil systemutveckling, scrum och lean. 
Företaget grundades 1993 i Frankrike och har idag verksamhet i Europa, Asien, Nordamerika och Australien, med kontor i Paris, Toulouse, London, Manchester, Düsseldorf, Frankfurt, München, Köpenhamn, Århus, New York, Dallas, Boston, Sydney, Bengaluru och Gurugram. Namnet Valtech står för "Value trough Technology" - att skapa värde med hjälp av teknik. 
Företaget har omkring 260 anställda i Sverige. Huvudkontoret ligger i Stockholm och företaget har även kontor i Göteborg. Valtech har bland annat vunnit priser som Internet world top 100 och Svenska designpriset. 2014 utsågs Valtech till Sveriges Bästa Arbetsgivare i en undersökning gjord av Universum .